# Tightrope (Janelle Monáe)
Tightrope è un singolo della cantante statunitense Janelle Monáe, pubblicato 11 febbraio 2010 come estratto dall'album "The ArchAndroid". Nel brano compaiono versi cantati dal rapper Big Boi. Nel 2011 è stato nominato nella categoria Best Urban/Alternative Performance ai Grammy Awards.

## Descrizione
Monae ha raccontato a  Blues & Soul stesura e composizione della canzone: "Tightrope' si occupa fondamentalmente di come nella vita sia importante mantenere l'equilibrio e non diventare troppo "alti o bassi" sulle cose durante il periodo in cui si è lodati o criticati. Noi come artisti, come Big Boi ed io, potremmo mettere in relazione perché ci sono così tanti picchi e cali lungo il percorso sulla strada del successo. Quindi entrambi abbiamo sentito l'importanza di aiutare quelle persone che lavorano tutti i giorni e che affrontano costantemente gli ostacoli della vita, dando loro come un tutorial su come affrontare i problemi".
"Tightrope" presenta temi futuristici e spaziali, ma è stato anche descritto come un "serio intrattenitore di vecchia scuola in buona fede". Pitchfork nota che i brani accelerati dei cori alieni sono l'unica cosa che mantiene il tema della fantascienza e del futuro. Il brano è stato paragonato anche alla traccia "1 Thing" della cantante Amerie, e Monae è stata paragonata a Katharine Hepburn per la sua voce.

## Video musicale
Il video musicale è stato diretto dalla regista Wendy Morgan. Nel video musicale ritrae una ricoverata che ha il potere di camminare attraverso i muri e più tardi prende i "piedi pazzi/danzanti" con i suoi amici. Monae ha parlato del video, dicendo: "Tightrope' si svolge al Palazzo dei Cani. Molti dei grandi sono stati ammessi in questo posto, come Charlie Parker e Jimi Hendrix. Volevamo tenerlo grezzo e funky, solo che averlo in un manicomio lo ha reso molto più fresco per me".
Il video è stato nominato nella categoria Best Choreography agli MTV Video Music Awards.